# Seley
Pour les articles homonymes, voir Seley.
Seley est une île inhabitée d'Islande située dans l'est du pays, à une trentaine de kilomètres de Reyðarfjörður. 

## Description
Seley est une île rocheuse située à environ quatre kilomètres de l'embouchure du fjord de Reyðarfjörður.
Selon une légende locale, en 1627, 13 personnes des environs de Reyðarfjörður trouvèrent refuge dans l'île pour échapper à un raid mené par les pirates barbaresques.